# Rabosa petita
La rabosa petita (Parablennius zvonimiri) és una espècie de peix de la família dels blènnids i de l'ordre dels perciformes.

## Morfologia
- Els adults poden assolir els 7 cm de longitud total.
- El cos és allargat, una mica comprimit i amb la part anterior més alta que la posterior.
- La pell és nua i mucosa.
- El cap i els ulls són grossos amb els tentacles supraorbitaris molt desenvolupats i ramificats.
- Els tentacles nasals també es troben ramificats.
- Els adults presenten uns petits tentacles al front i a la nuca.
- El perfil cefàlic és quasi vertical.
- La boca no és molt petita i té els llavis molsuts.
- L'aleta dorsal presenta una fenedura molt marcada entre els radis durs i tous.
- Les pèlviques es troben modificades.
- La coloració és variable: té taques grogues i blanques sobre un fons negre verdós amb tons vermells. A la cua hi ha una taca negra.[2][3]

## Reproducció
És ovípar i es reprodueix entre maig i juliol. El mascle vigila la posta.

## Alimentació
Menja petits invertebrats bentònics.

## Hàbitat
És bentònic i apareix en zones esciòfiles a poca fondària, fins als set metres com a màxim. Hom el pot trobar a l'interior de coves, parets verticals, blocs de roques, interior d'esponges de mar i a tubs buits de poliquets.

## Distribució geogràfica
Es troba a la mar Mediterrània i a la mar Negra.